# Albin Małysiak
Albin Małysiak (ur. 12 czerwca 1917 w Koconiu, zm. 16 lipca 2011 w Krakowie) – polski duchowny rzymskokatolicki, członek Zgromadzenia Księży Misjonarzy, biskup pomocniczy krakowski w latach 1970–1993, od 1993 biskup pomocniczy senior archidiecezji krakowskiej.

## Życiorys
Pochodził z rodziny kupieckiej. Jego ojciec był wieloletnim działaczem witosowskiego Polskiego Stronnictwa Ludowego. W latach 1936–1941 uczęszczał do Instytutu Teologicznego Księży Misjonarzy w Krakowie. 12 kwietnia 1936 złożył śluby wieczyste w Krakowie w Zgromadzeniu Księży Misjonarzy św. Wincentego a Paulo (CM). Święcenia kapłańskie przyjął 1 maja 1941 w Krakowie z rąk biskupa Stanisława Rosponda.
Początkowo pracował jako wikariusz i katecheta w Zembrzycach koło Wadowic, gdzie w czasie okupacji organizował „dożywialnię” dla dzieci i osób wysiedlonych. W latach 1942–1944 pracował w Krakowie, potem w zakładzie dla osób w podeszłym wieku im. Helclów w Szczawnicy. W ramach tajnego nauczania udzielał lekcji łaciny, religii i gimnastyki. Wraz z szarytką, siostrą Bronisławą Wilemską uratował życie pięciu osobom narodowości żydowskiej, za co 23 listopada 1993 oboje otrzymali tytuł „Sprawiedliwy wśród Narodów Świata”, przyznany przez instytut Jad Waszem w Jerozolimie. W latach 1946–1947 był katechetą w szkole średniej w Tarnowie i wikariuszem miejscowej parafii pw. Świętej Rodziny. W 1950 obronił magisterium na Uniwersytecie Jagiellońskim, w 1952 uzyskał doktorat z teologii. Był ostatnim dyrektorem Zakładu Wychowawczego im. ks. Siemaszki przy ul. Długiej 42 w Krakowie przed jego likwidacją w 1954 przez komunistyczne władze. Od 1954 wykładał w Instytucie Teologicznym Księży Misjonarzy w Krakowie. W 1959 został proboszczem krakowskiej parafii Księży Misjonarzy pw. NMP Z Lourdes. Działał jako duszpasterz akademicki.
14 stycznia 1970 został mianowany biskupem pomocniczym archidiecezji krakowskiej ze stolicą tytularną Beatia. Sakry biskupiej udzielił mu 5 kwietnia 1970 ówczesny metropolita krakowski, kardynał Karol Wojtyła. Był wikariuszem generalnym archidiecezji krakowskiej, w kurii metropolitalnej nadzorował wydziały katechetyczny, zakonny i gospodarczy. Brał udział w pracach wielu komisji Episkopatu Polski, m.in. przewodniczył Podkomisji ds. Zakonów Klauzurowych. W latach 1992–1994 wchodził w skład kolegium konsultorów archidiecezji krakowskiej. Po osiągnięciu wieku emerytalnego 27 lutego 1993 przeszedł w stan spoczynku. 4 maja 2008 jako pierwszy polski biskup od czasów reformy liturgicznej udzielił grupie wiernych bierzmowania i odprawił mszę pontyfikalną (jako pierwszy na terenie Polski) w nadzwyczajnej formie rytu rzymskiego.
Ogłosił m.in. Z duszpasterskiej teki (1979) i Szukamy Boga (1991). W 2010 ukazała się książka Droga przez stulecie, będąca zapisem wywiadu rzeki, jaki biskup Albin Małysiak udzielił Adamowi Suwartowi, dziennikarzowi tygodnika „Przewodnik Katolicki”.
Zmarł 16 lipca 2011. Msza święta pogrzebowa odbyła się 22 lipca 2011 w katedrze wawelskiej. Został pochowany na cmentarzu Salwatorskim w Krakowie.

## Odznaczenia i wyróżnienia
Postanowieniem prezydenta RP Lecha Kaczyńskiego z 10 października 2007 został odznaczony Krzyżem Komandorskim Orderu Odrodzenia Polski, zaś postanowieniem z 14 maja 2010 marszałka Sejmu Bronisława Komorowskiego wykonującego obowiązki prezydenta RP, na wniosek Kapituły Orderu Odrodzenia Polski, „w uznaniu wybitnych zasług dla Rzeczypospolitej Polskiej na polu patriotycznym, wychowawczym i społecznym, za działalność na rzecz polskiego Kościoła oraz osiągnięcia w pracy duszpasterskiej” został odznaczony Krzyżem Wielkim Orderu Odrodzenia Polski.
W 1993 instytut Jad Waszem przyznał mu tytuł „Sprawiedliwego wśród Narodów Świata”.
W 2005 otrzymał tytuł honorowego obywatela Krakowa.